# Rámia
Rámia är en ort i Grekland.   Den ligger i prefekturen Nomós Ártas och regionen Epirus, i den centrala delen av landet, 280 km nordväst om huvudstaden Aten. Rámia ligger 644 meter över havet och antalet invånare är 203.
Terrängen runt Rámia är bergig åt nordväst, men åt sydost är den kuperad.Runt Rámia är det glesbefolkat, med 13 invånare per kvadratkilometer. Närmaste större samhälle är Ágios Dimítrios, 0,37 km norr om Rámia. I omgivningarna runt Rámia växer i huvudsak blandskog.